# 6685 Бойтсов
6685 Бойтсов (6685 Boitsov) — астероїд головного поясу, відкритий 31 серпня 1978 року.
Тіссеранів параметр щодо Юпітера — 3,618.